# Натуральне господарство
Натура́льне господа́рство — тип господарства, за якого продукти праці виробляються для задоволення власних потреб, а не для продажу.

## Короткі відомості
Головними рисами натуральної економіки є нерозвиненість суспільного розподілу праці, ізольованість від зовнішнього світу; самозабезпеченість засобами виробництва і робочою силою, можливість задоволення всіх або майже всіх потреб за рахунок власних ресурсів.
Натуральне господарство, у якому продукти праці виробляються не для обміну на ринку, а для задоволення внутрішньогосподарських потреб, головним чином особистих потреб самих виробників. Історично передувало товарному виробництву, і було переважаючим за первіснообщинного, рабовласницького і феодального способів виробництва.
У домодерних суспільствах натуральна економіка панувала, незважаючи на розвиток обміну і товарно-грошових стосунків.
Натуральним залишається господарство в деяких племен, що стоять на низькому ступені розвитку (в Океанії, Центральній Африці тощо).
Натуральна економіка збереглася в економічно відсталих районах земної кулі, де до колонізації їх європейцями панували родо-племінні або феодальні відносини. У країнах, які звільнилися від колоніальної залежності в середині XX століття, населення було зайняте в натуральному або напівнатуральному господарстві.
Типовою формою натурального виробництва в наших умовах є багатогалузеве особисте підсобне господарство селян, яке практично не зв'язане з ринком (або зв'язане епізодично).